# Ramos Mejía
Ramos Mejía es una ciudad del Partido-Municipio de La Matanza, ubicada a 2,1 km (unos 8 minutos) de su acceso más cercano a la Ciudad Autónoma de Buenos Aires y a 22 km del centro de la capital argentina. Esta ciudad forma parte del aglomerado urbano del área metropolitana de Buenos Aires.
La ciudad es un gran distrito comercial de La Matanza gracias a su extenso centro con una abundante cantidad de negocios. A principios de 2008 fue denominada La ciudad del comercio. En el 2015 por su atractiva y variada movida nocturna, en especial la gastronómica, debido a la gran cantidad de bares, pubs y restaurantes la llamaron La Palermo del Oeste en alusión al barrio capitalino.

## Historia

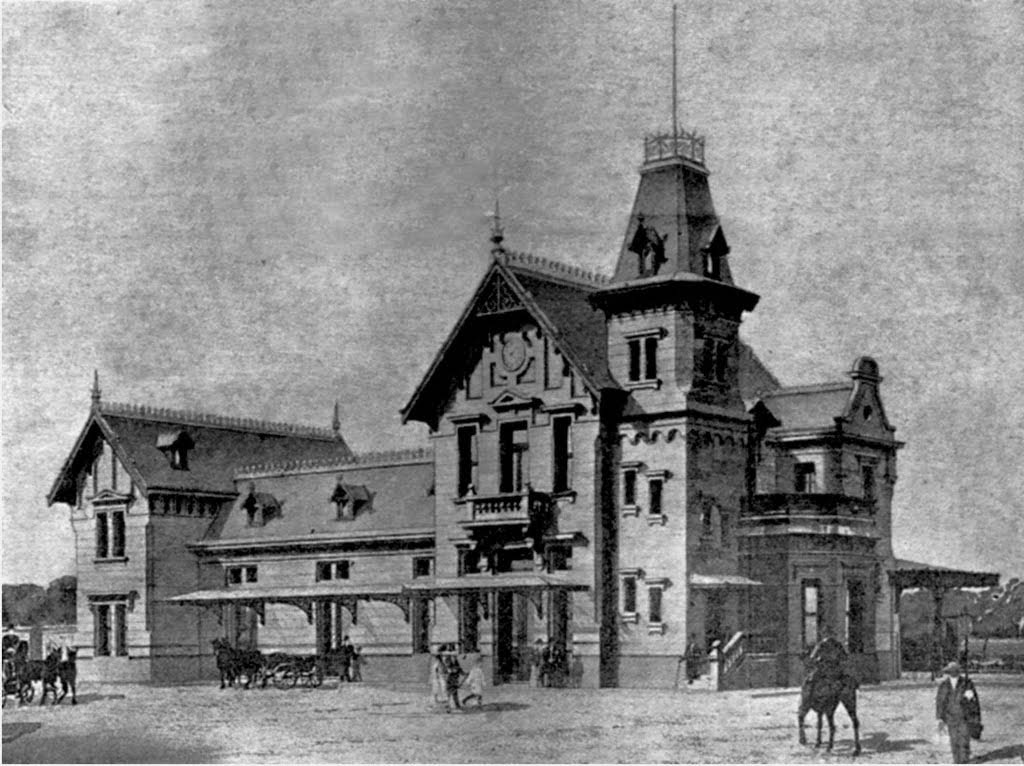
Estación Ramos Mejía, diseñada por el arquitecto neerlandés John Doyer.

La ciudad rememora a Matías Ramos Mejía. administrador de su madre María Antonia Segurola. 
Según el libro publicado por Ministerio de Obras Públicas en 1942 "El Significado de la nomenclatura de las Estaciones Ferroviarias"  por Enrique Udaondo la Estación de Ramos Mejía rememora a Matías Ramos Mejía (1810-1885) hacendado, legionario del General Lavalle Coronel de Milicias,uno de los patriotas de la Revolución del Sur de 1839 y según la Guía Comercial de FFCC publicada en 1937 lleva su nombre en memoria de su propulsor y fundador.
En AGN hay carta manuscrita de María Antonia Segurola ante escribano Zeballos donando las tierras para la instalación del FFCC  y trazado del poblado, que se realiza en 1860, la Iglesia se inaugura en 1903.
En 1857 se inaugura en Plaza Lavalle el FFCOeste con tren a Floresta, luego en 1864 a Lujan y 1866 a Chivilcoy. 
La historia se remonta a mediados del siglo XVIII con la llegada de Gregorio Ramos Mejía, de origen sevillano, al Río de la Plata. Don Gregorio tuvo trece hijos, siete mujeres y seis varones, entre ellos Francisco Hermógenes que nació en 1773 y a los 26 años partió para el Alto Perú, en busca de mejores horizontes de trabajo, y en la ciudad de La Paz se casó con Da. María Antonia Segurola.
Dos años después de casarse, deciden regresar al Río de la Plata y aplicar parte de la fortuna que habían traído del Altiplano en adquirir al Comisario de Guerra y Factor Juez Oficial Real, D. Martín José de Altolaguirre, una extensión de tierras en la zona de La Matanza, que se escrituró el 25 de octubre de 1808. Las tierras se extendían en forma de cuadrilátero desde el río Matanza hasta los montes de tala que llegaban al Palomar de Caseros, con una superficie de más de seis mil hectáreas. Entre sus límites se hallaba todo lo que hoy constituye el tejido urbano de la ciudad de Ramos Mejía.
De esta manera, comenzó la dinastía de los Ramos Mejía en la zona.
Por su particular forma de interpretar los evangelios, Francisco H. Ramos Mejía fue considerado el responsable del primer cisma religioso del país al enfrentarse con el Padre Castañeda. Por esta causa, a principios de 1821, es confinado por las autoridades nacionales a vivir en el casco de la chacra "Los Tapiales". Esta medida agobió su ánimo, deterioró su salud y apresuró su muerte, ocurrida el 5 de mayo de 1828, a los 55 años de edad.
Entre los indios pampas, Francisco Ramos Mejía gozaba de una gran estima y lo llamaban "padre de la tierra". Cuenta la historia que ante la demora del entierro del cuerpo de Ramos Mejía este fue secuestrado por una partida de ocho indios pampas que lo montaron en una carreta que se perdió tras cruzar el río Matanza y nunca se supo dónde había sido enterrado.
De su matrimonio nacieron cinco hijos, de los cuales uno fue degollado en Córdoba hacia 1840, luego de la batalla de Quebracho Herrado en la que había caído prisionero. Sus otros dos hijos varones, Matías y Ezequiel, habían regresado del exilio a Buenos Aires; mientras que su hija Marta se había casado con Francisco Bernabé Madero, y su otra hija, Magdalena, con Isaías de Elía.
La chacra quedó a partir de allí en manos de la viuda, María Antonia Segurola, en momentos difíciles en que se abatían sobre el país la anarquía y las luchas entre unitarios y federales. Gobernaba la provincia de Buenos Aires el coronel Manuel Dorrego, a quien el destino le depararía meses más tarde el drama de Navarro, donde sería fusilado el 13 de diciembre de 1828.
Al producirse los enfrentamientos de Puente Márquez entre Federales y Unitarios, y luego del alzamiento de los Libres del Sur en Dolores, los hijos de Ramos Mejía se incorporaron a las fuerzas del general Lavalle y en ocasión de firmarse el Pacto de Cañuelas, en el año 1829, hospedaron al general en la chacra "Los Tapiales". Esto determinó la confiscación por Rosas de la chacra, situación que duraría de 1840 a 1853. Recuperada la propiedad, Da. María Antonia encontró su chacra perturbada por el vandalismo y los cuatreros.
| Dibujo recortado de una publicación mostrando el torso de una persona |
| Ezequiel Ramos Mejía                                                  |

| Dibujo recortado de una publicación mostrando el torso de una persona |
| Francisco Ramos Mejía                                                 |

| Dibujo recortado de una publicación mostrando el torso de una persona |
| Matías Ramos Mejía                                                    |

A partir de la batalla de Caseros, en 1852, y del consecuente alejamiento de Juan Manuel de Rosas, el país todavía debió soportar un período de mucha turbulencia política, pero ya se advertía un generalizado deseo por consolidar las instituciones y crear un ambiente propicio al progreso económico. De ese proceso de reactivación participó intensamente la chacra de la familia Ramos Mejía.
Da. María Antonia Segurola de Ramos Mejía ya contaba en ese entonces con más de 70 años de edad, y decidió dividir su patrimonio entre sus hijos. Dividida la zona entre los cuatro herederos, la familia dispuso que se hiciera el trazado del pueblo. A ese efecto, se tomó como ejes hacia el sur los tres caminos ya existentes (hoy avenidas de Mayo, Rivadavia y San Martín), delineándose las calles a semejanza del dibujo en damero aplicado desde la época de la Colonia a los nuevos puntos urbanos. Este se había originado en las Leyes de Indias, dictadas por el soberano español en el siglo XVI, que estableció módulos básicos llamados manzanas, de unas ciento cincuenta varas de lado. D. María Antonia fallece el 4 de febrero de 1860.
En 1858 llegó el primer tren a esa zona, en lo que se denominó estación General San Martín, ubicada donde hoy se encuentra la actual estación Ramos Mejía de la Línea Sarmiento, arrastrado por "la Porteña", con dos vagones de pasajeros más pequeños que un tranvía antiguo. Los Ramos Mejía advierten la importancia estratégica de la parada ferroviaria y donan cuatro manzanas para uso público.
Con el curso de los años, los extensos predios de la zona en poder de los hermanos Ramos Mejía fueron cambiando de dueño por herencia o por venta, y se produjo, además, la consiguiente parcelación de las propiedades.
El adoquinamiento de la avenida Rivadavia en 1904, el mejorado en la Avenida de Mayo en 1913 y el pavimento en los años treinta tuvieron un efecto importante en la calidad de vida de los habitantes. En marzo de 1915 se fundó el Colegio Santo Domingo, que es, al día de hoy, uno de los edificios más tradicionales de la ciudad.
En 1921 llega el primer servicio público de transporte automotor de pasajeros, el germen de la compañía que luego se transformó en la empresa Transporte Ideal San Justo, línea 96. En 1923 se produjo la electrificación del Ferrocarril Oeste en el tramo Once-Moreno que permitía combinar con el subte hacia la plaza de Mayo. El eslogan de esa época era "Del subte al tren sin cambiar de andén".
En 1925, la empresa Furst Zapiola y Cía. remató 25 manzanas en 502 lotes. La explosión inmobiliaria no se detuvo, y tampoco la modernización.
La casaquinta que correspondió a la señora Marta Ramos Mejía estaba a unos quinientos metros al norte de la estación ferroviaria; lindaba hacia el este y al norte con los campos de otro hermano, Matías Ramos Mejía, que luego pasaron al dominio de su hijo José María, casado con Celia de las Carreras. Hacia 1900, la familia Madero vendió la quinta a la familia Narbondo, que la mantuvo en su poder hasta el año 1926, en que fue adquirida por el colegio Ward (ahora perteneciente a la localidad de Villa Sarmiento, Partido de Morón).
Abarcaba 72.445 m² ricamente arbolados e incluía un amplio caserón con paredes de 6 dm de espesor, que aún se conserva rodeado por el parque del colegio. Tal vez sea el edificio en pie más antiguo de Ramos Mejía. En enero de 1944 el colegio adquirió a los herederos de José María Ramos Mejía, un predio de 4,7 ha adicionales y linderos a los que ya poseía.
El pueblo de Ramos Mejía fue declarado ciudad mediante la ley provincial 6802, el 17 de septiembre de 1964 y promulgada cuatro días después.

## Lugares de interés
Ramos Mejía se ubica a sólo 14 km del centro de la capital argentina, y posee un rápido acceso a través de autopistas. Cuenta con importantes edificios históricos, bellas iglesias, colegios de imponentes edificios, atractivos sectores residenciales, una intensa vida nocturna, centros culturales y un centro comercial de variedad de ofertas, productos y servicios, junto a su área central donde se conjugan viejas casas junto a imponentes edificios de oficinas y viviendas.

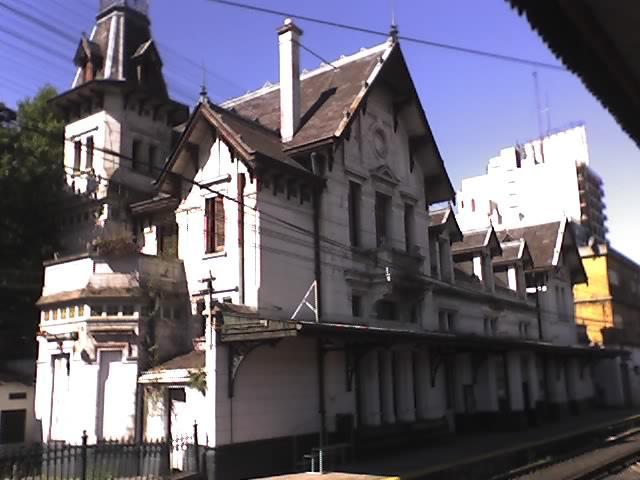
Estación Ramos Mejía.

- La Estación de Tren: es el patrimonio de la ciudad, y la casona de la estación tiene un valor simbólico muy importante, porque es el eje de la historia de una ciudad.

El edificio data de 1906 y fue construido por el arquitecto neerlandés John Doyer (1862-1936), quien también construyó el edificio de la estación Once. El edificio puede encuadrarse dentro del estilo victoriano tardío.
La conservación y preservación de patrimonios históricos es muy importante en una sociedad que olvida fácilmente. Por eso, la labor del Museo y Archivo Histórico de La Matanza es una tarea a destacar. Uno de los objetivos más recientes que tiene la institución es la restauración de la casona ubicada en la estación Ramos Mejía, que tiene más de un siglo de vida y que está muy deteriorada. La idea es que ese lugar sea transformado en un museo. Es por eso que en 2000, Trenes de Buenos Aires le otorgó al municipio en comodato ese edificio con el fin de instalar un espacio que sirviera para recordar los inicios de la localidad.
- Casa de la Cultura: ubicada sobre la calle Belgrano, a metros de la avenida de Mayo. La Casa de la Cultura es el principal centro de actividades culturales de la ciudad. Albergado en un bellísimo edificio de estilo español, esta institución que depende del municipio ofrece una amplia variedad de servicios, que incluyen cursos diversos, presentaciones de libros, exposiciones, recitales. Dentro del mismo edificio, se aloja el Teatro Leopoldo Marechal, uno de los más importantes del área metropolitana. En este teatro se producen todo tipo de manifestaciones artísticas y se presentan semanalmente espectáculos teatrales de gran jerarquía que están simultáneamente en cartel en la ciudad de Buenos Aires. La fachada del edificio incluye una pequeña torre y un mirador.

- Otro punto de interés es el colegio Wildfrid Barón de la Obra de Don Bosco, ubicado en el corazón de la ciudad de Ramos Mejía. El predio fue adquirido por la Congregación Salesiana en 1917 en lo que hoy es la avenida de Mayo al 1900. La piedra fundamental fue colocada en 1925 en un acto presidido por el obispo de La Plata Francisco Alberti. (Por aquellos años, Ramos Mejía pertenecía a la arquidiócesis de La Plata.

El presbítero Esteban E. Paglière fue el propulsor de la obra, y contó con el apoyo financiero de la señora Catalina Biza de Barón. Doña Catalina Biza era una acaudalada tucumana, viuda del millonario inmigrante francés Wilfrid Barón, nombre con el que fue bautizada la obra. Cabe destacar que el pueblo pampeano de Colonia Barón también le debe su nombre y que el hijo de ambos fue el famoso escritor maldito y dandi Raúl Barón Biza.

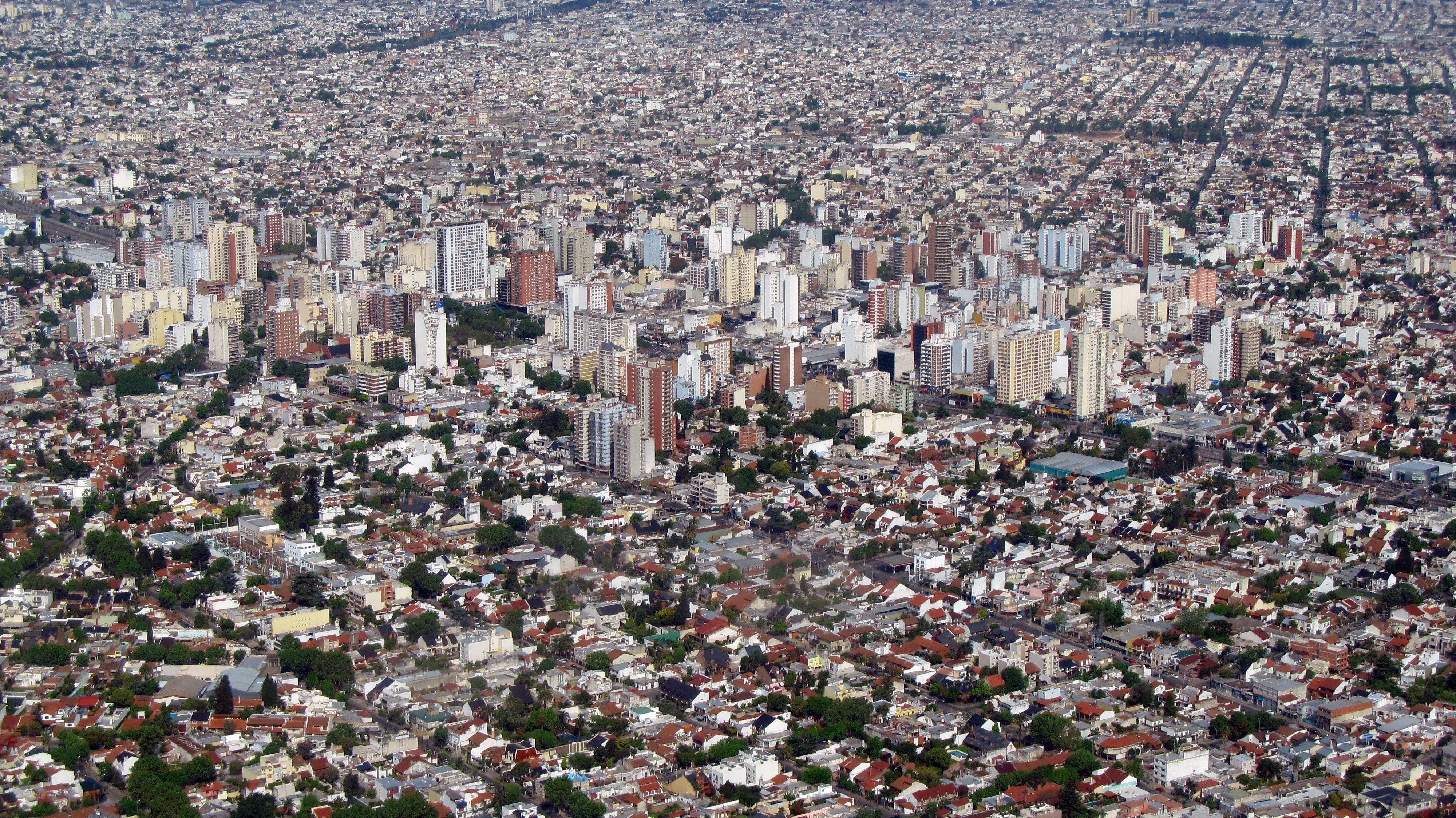
Fotografía aérea de Ramos Mejía

En 1930 se inauguró la primera sección del establecimiento, con el nombre de colegio Wilfrid Barón de los Santos Ángeles, que iba a conformar un instituto vocacional modelo, para niños de 8 a 12 años, cuyo proyecto contemplaba la creación de un albergue para niños, una escuela de agricultura y una escuela taller para el perfeccionamiento de la enseñanza de las artes profesionales.
A principios de 1933 se habilitó un nuevo sector, donde se instaló el Instituto Salesiano Teológico Don Bosco, y en 1934 se terminaron otros pabellones y el templo anexo, consagrado a María Auxiliadora, que sería elevado a la categoría de parroquia en 1957.
En la década de 1950, la institución vendió parte de los terrenos que ocupaba y quedó separada en dos fracciones; la que da a la Avenida de Mayo esquina Humboldt, con el colegio y el templo, y la que tiene acceso en Humboldt 270, esquina Bolívar, donde se encuentran las instalaciones deportivas a disposición de alumnos y exalumnos, las que contaban en su origen con un amplio espejo de agua para la práctica del remo. Este complejo se convirtió, en 1962, en el Ateneo Don Bosco, donde se continúa hasta hoy con las más variadas prácticas del deporte.
En 1963 se inaugura el nivel de enseñanza media con la creación del Instituto Secundario Don Bosco.

## Geografía

### Población
De acuerdo al censo de 2010 es la octava localidad del partido, según cantidad de habitantes, y representa el 6,78% de la población total de La Matanza.
| Población | 30.000 | 86.000   | 100.630 | 113.496 | 116.622 | 98.547  | 120.346 | 109.081 |
| Variación | -      | +186,67% | +17,01% | +12,79% | +2,75%  | -15,50% | +22,12% | -9,36%  |

Fuente: Instituto Nacional de Estadísticas y Censos, INDEC
| Gráfica de evolución demográfica de La Matanza entre 1947 y 2022 |
|                                                                  |
| Fuente: censos nacionales del INDEC                              |

### Barrios
- Centro
- Ramos Mejía Norte
- La Cabaña
- Lomas del Millón
- Villa Rebasa
- Don Bosco
- Villa Ombú
- Pileta
- Ingeniero Brian Oeste
- Villa Colombo
- Ramos Mejía Sur

## Educación

### Pública
- Escuela Nuestra Señora del Carmen (Primaria)
- Escuela General José de San Martín (Primaria/Secundaria)
- Escuela José Manuel Estrada (Primaria/Secundaria)
- Escuela Bernardino Rivadavia (Primaria)
- Escuela República de Brasil (Primaria)
- Escuela Juan Bautista Alberdi (Primaria)
- Escuela Hipólito Yrigoyen (Primaria)
- Escuela Patricias Argentinas (Primaria)
- Escuela Jorge Simón Liborio Muse (Primaria)
- Escuela Sargento Cabral (Primaria)
- Escuela General G. A. de Lamadrid (Primaria)
- Escuela Alas Argentinas (Primaria)
- Escuela República de Venezuela (Primaria)
- Escuela José Félix Bogado (Secundaria)
- Escuela Santa María de Buenos Aires (Secundaria)
- Escuela Esteban Echeverría (Secundaria)
- Escuela Juan B. de la Salle (Secundaria)

### Privada
- Escuela Argentina del Oeste (inicial - Primaria - Secundaria)
- Colegio parroquial San Juan XXIII (Maternal - Inicial - Primaria - Secundaria común y técnica - Terciaria)
- Instituto Don Bosco (Primaria - Secundaria)
- Colegio Ramos Mejía (Inicial - Primaria - Secundaria)
- Colegio Santo Domingo (Inicial - Primaria - Secundaria)
- Instituto San Miguel (Inicial - Primaria - Secundaria)
- Colegio Santísimo Redentor (Primaria - Secundaria)
- Escuela Jean Piaget (Primaria - Secundaria)
- Instituto Santo Tomás de Aquino (Inicial-Primaria - Secundaria)
- Instituto French (Inicial - Primaria - Secundaria) - Cerrada en 2020 por tiempo indefinido
- Colegio del Parque (Primaria - Secundaria)
- Escuela Colina de la Paz (Primaria)
- Instituto Sarmiento (Secundaria)
- Instituto Juan José Castelli (Secundaria) - Cerrada en 2008 por tiempo indefinido
- Colegio Guillermo de Orange - Orange Day School (Inicial - Primaria - Secundaria)

## Religión

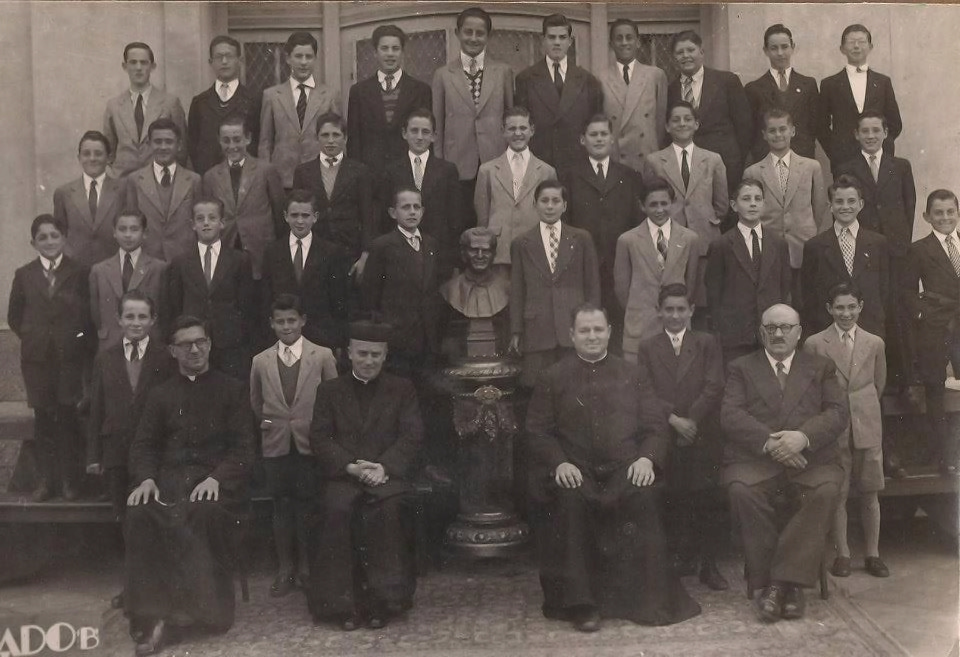
Jorge Bergoglio (cuarto niño desde la izquierda, fila central), cuando estudiaba en el Colegio Salesiano, 1948.

La localidad pertenece a la diócesis de San Justo de la Iglesia católica. Algunas parroquias son Nuestra Señora del Carmen, María Auxiliadora, Nuestra Señora del Monte Carmelo, Madre de Dios, Santísimo Redentor, María Reina y San Pablo.
Fue en esta ciudad donde Jorge Bergoglio realizó sus estudios secundarios durante la década de 1940, en el colegio salesiano Don Bosco.